# Élections départementales de 2021 dans le Finistère
Les élections départementales dans le Finistère ont lieu les 20 et 27 juin 2021.

## Contexte départemental

### Assemblée départementale sortante
Avant les élections, le Conseil départemental du Finistère est présidé par Nathalie Sarrabezolles (PS).
Il comprend 54 conseillers départementaux issus des 27 cantons du Finistère.
| Présidente du conseil départemental  |       |       |      |                            |
| Nathalie Sarrabezolles (PS)          |       |       |      |                            |
| Parti                                | Sigle | Sigle | Élus | Groupes                    |
| Majorité (27 sièges)                 |       |       |      |                            |
| Parti socialiste                     |       | PS    | 25   | Finistère et Solidaires    |
| Les Radicaux de gauche               |       | LRDG  | 1    | Finistère et Solidaires    |
| Divers gauche                        |       | DVG   | 1    | Finistère et Solidaires    |
| Opposition (24 sièges)               |       |       |      |                            |
| Divers droite                        |       | DVD   | 15   | Alliance pour le Finistère |
| Les Républicains                     |       | LR    | 6    | Alliance pour le Finistère |
| Union des démocrates et indépendants |       | UDI   | 2    | Alliance pour le Finistère |
| Soyons libres                        |       | SL    | 1    | Alliance pour le Finistère |
| Régionaliste (2 sièges)              |       |       |      |                            |
| Pour la Bretagne !                   |       | PLB   | 2    | Les Régionalistes          |
| En Marche (1 siège)                  |       |       |      |                            |
| La République en marche              |       | LREM  | 1    | Indépendant                |

## Système électoral
Les élections ont lieu au scrutin majoritaire binominal à deux tours. Le système est paritaire : les candidatures sont présentées sous la forme d'un binôme composé d'une femme et d'un homme avec leurs suppléants (une femme et un homme également).
Pour être élu au premier tour, un binôme doit obtenir la majorité absolue des suffrages exprimés et un nombre de suffrages au moins égal à 25 % des électeurs inscrits. Si aucun binôme n'est élu au premier tour, seuls peuvent se présenter au second tour les binômes qui ont obtenu un nombre de suffrages au moins égal à 12,5 % des électeurs inscrits, sans possibilité pour les binômes de fusionner. Est élu au second tour le binôme qui obtient le plus grand nombre de voix.

## Candidatures et alliances
| Nom | Nom                                               | Parti(s) ou mouvement(s)                       | Nombre de binômes soutenus |
| --- | ------------------------------------------------- | ---------------------------------------------- | -------------------------- |
|     | Finistère en commun                               | LFI                                            | 3                          |
|     | Finistère & solidaires                            | PS - PCF - PRG                                 | 27                         |
|     | Finistère d'avenir                                | EÉLV - UDB - G.s - LRDG - GE - ND - BNC - EsnT | 24                         |
|     | L'union ! Centristes, démocrates et progressistes | LREM - MoDem - Agir - UDI - MR - ALR           | 13                         |
|     | Alliance pour le Finistère                        | SL - LR                                        | 27                         |
|     | Protection, libertés, proximité                   | RN                                             | 27                         |

## Résultats à l'échelle du département

### Résultats par nuances du ministère de l'Intérieur
Les nuances utilisées par le ministère de l'Intérieur ne tiennent pas compte des alliances locales.
| Binômes                  | Binômes                             | Binômes                  | Premier tour | Premier tour | Premier tour | Second tour | Second tour   | Second tour | Total | +/-           |  |
| Binômes                  | Binômes                             | Binômes                  | Voix         | %            | Sièges       | Voix        | %             | Sièges      | Total | +/-           |  |
| ------------------------ | ----------------------------------- | ------------------------ | ------------ | ------------ | ------------ | ----------- | ------------- | ----------- | ----- | ------------- |  |
|                          | Union au centre et à droite         | UCD                      | 78 508       | 33,05        | 0            | 107 670     | 45,27         | 24          | 24    | 2             |  |
|                          | Union à gauche                      | UG                       | 68 068       | 28,66        | 0            | 102 426     | 43,06         | 24          | 24    | 4             |  |
|                          | Rassemblement national              | RN                       | 31 431       | 13,23        | 0            |             |               |             | 0     | en stagnation |  |
|                          | Union à gauche avec des écologistes | UGE                      | 24 484       | 10,31        | 0            | 4 254       | 1,79          | 2           | 2     | 2             |  |
|                          | Divers gauche                       | DVG                      | 8 362        | 3,52         | 0            | 8 164       | 3,43          | 0           | 0     | en stagnation |  |
|                          | Union du centre                     | UC                       | 7 246        | 3,05         | 0            | 5 859       | 2,46          | 2           | 2     | 2             |  |
|                          | Écologistes                         | ECO                      | 6 707        | 2,82         | 0            |             |               |             | 0     | en stagnation |  |
|                          | Divers droite                       | DVD                      | 5 031        | 2,12         | 0            | 4 309       | 1,81          | 2           | 2     | en stagnation |  |
|                          | Divers                              | DIV                      | 3 239        | 1,36         | 0            |             |               |             | 0     | 2             |  |
|                          | Divers centre                       | DVC                      | 2 272        | 0,96         | 0            | 5 183       | 2,18          | 0           | 0     | en stagnation |  |
|                          | La France insoumise                 | FI                       | 1 335        | 0,56         | 0            |             |               |             | 0     | en stagnation |  |
|                          | Les Républicains                    | LR                       | 596          | 0,25         | 0            | 0           | en stagnation |             |       |               |  |
|                          | Régionalistes                       | REG                      | 239          | 0,10         | 0            | 0           | en stagnation |             |       |               |  |
|                          |                                     |                          |              |              |              |             |               |             |       |               |  |
| Suffrages exprimés       | Suffrages exprimés                  | Suffrages exprimés       | 237 518      | 92,27        |              | 237 865     | 93,22         |             |       |               |  |
| Votes blancs             | Votes blancs                        | Votes blancs             | 6 300        | 2,55         | 12 383       | 4,85        |               |             |       |               |  |
| Votes nuls               | Votes nuls                          | Votes nuls               | 2 909        | 1,18         | 4 915        | 1,93        |               |             |       |               |  |
| Total                    | Total                               | Total                    | 246 727      | 100          | 0            | 255 163     | 100           | 54          | 54    | en stagnation |  |
| Abstentions              | Abstentions                         | Abstentions              | 447 360      | 64,45        |              | 439 025     | 63,24         |             |       |               |  |
| Inscrits / participation | Inscrits / participation            | Inscrits / participation | 694 087      | 35,55        | 694 188      | 36,76       |               |             |       |               |  |

### Assemblée départementale élue
| Président du conseil départemental   |       |       |      |                            |
| Maël de Calan (SL)                   |       |       |      |                            |
| Parti                                | Sigle | Sigle | Élus | Groupes                    |
| Majorité (28 sièges)                 |       |       |      |                            |
| Divers droite                        |       | DVD   | 19   | Alliance pour le Finistère |
| Les Républicains                     |       | LR    | 6    | Alliance pour le Finistère |
| Soyons libres                        |       | SL    | 1    | Alliance pour le Finistère |
| Union des démocrates et indépendants |       | UDI   | 1    | Alliance pour le Finistère |
| La République en marche              |       | LREM  | 1    | Alliance pour le Finistère |
| Opposition (26 sièges)               |       |       |      |                            |
| Parti socialiste                     |       | PS    | 12   | Finistère et Solidaires    |
| Divers gauche                        |       | DVG   | 7    | Finistère et Solidaires    |
| Parti communiste français            |       | PCF   | 3    | Finistère et Solidaires    |
| Pour la Bretagne !                   |       | PLB   | 2    | Autonomie et régionalisme  |
| Europe Écologie Les Verts            |       | EÉLV  | 1    | Finistère d’Avenir         |
| Nouvelle donne                       |       | ND    | 1    | Finistère d’Avenir         |

### Élus par canton
Le département voit sa majorité changer de bord politique en passant de gauche à droite, une première depuis 1998. La droite conserve ses cantons où elle était sortante et remporte ceux de Saint-Renan et de Brest-3, faisant basculer le département. Le candidat pour la présidence du conseil de la majorité sortante, Marc Labbey, est lui-même battu dans le troisième canton brestois.
| Canton                    | Conseiller Sortant           | Parti | Parti | Conseiller Élu               | Parti | Parti |
| ------------------------- | ---------------------------- | ----- | ----- | ---------------------------- | ----- | ----- |
| Brest-1                   | Bernadette Abiven            |       | PS    | Kévin Faure                  |       | PS    |
| Brest-1                   | Kévin Faure                  |       | PS    | Jacqueline Héré              |       | PCF   |
| Brest-2                   | Marie Gueye                  |       | PS    | Barthélémy Gonella           |       | ND    |
| Brest-2                   | Réza Salami                  |       | PS    | Pauline Louis-Joseph-Dogué   |       | EÉLV  |
| Brest-3                   | Florence Cann                |       | PS    | Yves du Buit                 |       | UDI   |
| Brest-3                   | Marc Labbey                  |       | PS    | Emmanuelle Tournier          |       | LREM  |
| Brest-4                   | Véronique Bourbigot          |       | LR    | Véronique Bourbigot          |       | LR    |
| Brest-4                   | Pierre Ogor                  |       | DVD   | Pierre Ogor                  |       | DVD   |
| Brest-5                   | Frédérique Bonnard Le Floc'h |       | PS    | Frédérique Bonnard Le Floc'h |       | PS    |
| Brest-5                   | Hosny Trabelsi               |       | PS    | Hosny Trabelsi               |       | PS    |
| Briec                     | Raymond Messager             |       | DVD   | Amélie Caro                  |       | DVD   |
| Briec                     | Cécile Nay                   |       | DVD   | Raymond Messager             |       | DVD   |
| Carhaix-Plouguer          | Corinne Nicole               |       | PLB   | Corinne Nicole               |       | PLB   |
| Carhaix-Plouguer          | Christian Troadec            |       | PLB   | Philippe Guillemot           |       | PLB   |
| Concarneau                | Jacques François             |       | PS    | Céline Gaz-Le Tendre         |       | DVG   |
| Concarneau                | Nicole Ziegler               |       | DVG   | Michel Loussouarn            |       | DVG   |
| Crozon                    | Jacques Gouérou              |       | DVD   | Jacques Gouérou              |       | DVD   |
| Crozon                    | Monique Porcher              |       | DVD   | Monique Porcher              |       | DVD   |
| Douarnenez                | Didier Guillon               |       | LR    | Didier Guillon               |       | LR    |
| Douarnenez                | Jocelyne Poitevin            |       | DVD   | Jocelyne Poitevin            |       | DVD   |
| Fouesnant                 | Sophie Boyer                 |       | DVD   | Laure Caramaro               |       | DVD   |
| Fouesnant                 | Alain Le Grand               |       | DVD   | Alain Le Grand               |       | DVD   |
| Guipavas                  | Stéphane Péron               |       | LREM  | Dider Malleron               |       | PS    |
| Guipavas                  | Nathalie Sarrabezolles       |       | PS    | Nathalie Sarrabezolles       |       | PS    |
| Landerneau                | Marie-Josée Cunin            |       | DVD   | Viviane Bervas               |       | DVD   |
| Landerneau                | Yvan Moullec                 |       | UDI   | Bernard Goalec               |       | DVD   |
| Landivisiau               | Élisabeth Guillerm           |       | DVD   | Élisabeth Guillerm           |       | DVD   |
| Landivisiau               | Jean-Marc Puchois            |       | DVD   | Jean-Marc Puchois            |       | DVD   |
| Lesneven                  | Pascal Goulaouic             |       | DVD   | Pascal Goulaouic             |       | DVD   |
| Lesneven                  | Lédie Le Hir                 |       | DVD   | Lédie Le Hir                 |       | DVD   |
| Moëlan-sur-Mer            | Claude Jaffré                |       | PS    | Claude Jaffré                |       | PS    |
| Moëlan-sur-Mer            | Maryse Rioual-Guyader        |       | PS    | Sandrine Manusset            |       | DVG   |
| Morlaix                   | Solange Creignou             |       | PS    | Ismaël Dupont                |       | PCF   |
| Morlaix                   | Jean-Paul Vermot             |       | PS    | Gaëlle Zaneguy               |       | DVG   |
| Plabennec                 | Bernard Gibergues            |       | LR    | Marguerite Lamour            |       | LR    |
| Plabennec                 | Marguerite Lamour            |       | LR    | Guy Taloc                    |       | DVD   |
| Plonéour-Lanvern          | Jean-François Le Bleis       |       | UDI   | Franck Pichon                |       | DVD   |
| Plonéour-Lanvern          | Jocelyne Plouhinec           |       | DVD   | Jocelyne Plouhinec           |       | DVD   |
| Plouigneau                | Joëlle Huon                  |       | PS    | Joëlle Huon                  |       | PS    |
| Plouigneau                | Georges Lostanlen            |       | PS    | Pierre Le Goff               |       | DVG   |
| Pont-de-Buis-lès-Quimerch | Julien Poupon                |       | PS    | Isabelle Maugeais            |       | PCF   |
| Pont-de-Buis-lès-Quimerch | Françoise Péron              |       | PS    | Julien Poupon                |       | PS    |
| Pont-l'Abbé               | Thierry Mavic                |       | LR    | Nathalie Carrot-Tanneau      |       | LR    |
| Pont-l'Abbé               | Nathalie Tanneau             |       | LR    | Stéphane Le Doaré            |       | DVD   |
| Quimper-1                 | Armelle Huruguen             |       | PS    | Armelle Huruguen             |       | PS    |
| Quimper-1                 | Stéphane Le Bourdon          |       | PS    | David Le Goff                |       | DVG   |
| Quimper-2                 | Isabelle Assih               |       | PS    | Marie-Pierre Jean-Jacques    |       | DVG   |
| Quimper-2                 | Thierry Biger                |       | LRDG  | Matthieu Stervinou           |       | PS    |
| Quimperlé                 | Anne Maréchal                |       | PS    | Anne Maréchal                |       | PS    |
| Quimperlé                 | Michaël Quernez              |       | PS    | Bernard Pelletier            |       | PS    |
| Saint-Pol-de-Léon         | Aline Chevaucher             |       | LR    | Aline Chevaucher             |       | LR    |
| Saint-Pol-de-Léon         | Maël de Calan                |       | SL    | Maël de Calan                |       | SL    |
| Saint-Renan               | Bernard Quillévéré           |       | PS    | Marie-Christine Lainez       |       | LR    |
| Saint-Renan               | Élyane Pallier               |       | PS    | Gilles Mounier               |       | DVD   |

## Résultats par canton
Les binômes sont présentés par ordre décroissant des résultats au premier tour. En cas de victoire au second tour du binôme arrivé en deuxième place au premier, ses résultats sont indiqués en gras.

### Canton de Brest-1
| Candidats                | Candidats                | Partis                   | Nuance                   | Premier tour | Premier tour | Second tour | Second tour |
| Candidats                | Candidats                | Partis                   | Nuance                   | Voix         | %            | Voix        | %           |
| ------------------------ | ------------------------ | ------------------------ | ------------------------ | ------------ | ------------ | ----------- | ----------- |
|                          | Kévin Faure              | PS                       | UG                       | 1 200        | 30,17        | 1 864       | 55,36       |
|                          | Jacqueline Héré          | PCF                      | UG                       | 1 200        | 30,17        | 1 864       | 55,36       |
|                          | Fred Le Duff             | EÉLV                     | UGE                      | 909          | 22,85        | 1 503       | 44,64       |
|                          | Marie Sergent            | UDB                      | UGE                      | 909          | 22,85        | 1 503       | 44,64       |
|                          | Martial Koffi            | RN                       | RN                       | 792          | 19,91        |             |             |
|                          | Elisabeth Louvel         | RN                       | RN                       | 792          | 19,91        |             |             |
|                          | Anne Gélébart            | LR                       | LR                       | 596          | 14,98        |             |             |
|                          | Yves Pagès               | DVD                      | LR                       | 596          | 14,98        |             |             |
|                          | Abdou Karfaoui           | LREM                     | UC                       | 481          | 12,09        |             |             |
|                          | Christine Margogne       | MoDem                    | UC                       | 481          | 12,09        |             |             |
|                          |                          |                          |                          |              |              |             |             |
| Suffrages exprimés       | Suffrages exprimés       | Suffrages exprimés       | Suffrages exprimés       | 4 236        | 93,91        | 3 367       | 80,01       |
| Votes blancs             | Votes blancs             | Votes blancs             | Votes blancs             | 258          | 6,09         | 841         | 19,99       |
| Votes nuls               | Votes nuls               | Votes nuls               | Votes nuls               | 0            | 0,00         | 0           | 0,00        |
| Total                    | Total                    | Total                    | Total                    | 4 236        | 100          | 4 208       | 100         |
| Abstention               | Abstention               | Abstention               | Abstention               | 11 971       | 73,86        | 12 003      | 74,04       |
| Inscrits / participation | Inscrits / participation | Inscrits / participation | Inscrits / participation | 16 207       | 26,14        | 16 211      | 25,96       |

### Canton de Brest-2
| Candidats                | Candidats                  | Partis                   | Nuance                   | Premier tour | Premier tour | Second tour | Second tour |
| Candidats                | Candidats                  | Partis                   | Nuance                   | Voix         | %            | Voix        | %           |
| ------------------------ | -------------------------- | ------------------------ | ------------------------ | ------------ | ------------ | ----------- | ----------- |
|                          | Marie Gueye                | PS                       | UG                       | 1 886        | 29,35        | 2 518       | 47,79       |
|                          | Réza Salami                | PS                       | UG                       | 1 886        | 29,35        | 2 518       | 47,79       |
|                          | Barthélémy Gonella         | ND                       | UGE                      | 1 358        | 21,13        | 2 751       | 52,21       |
|                          | Pauline Louis-Joseph-Dogué | EÉLV                     | UGE                      | 1 358        | 21,13        | 2 751       | 52,21       |
|                          | Renaud Le Floc’h           | LR                       | UCD                      | 1 332        | 20,73        |             |             |
|                          | Gaëlle Monot               | LR                       | UCD                      | 1 332        | 20,73        |             |             |
|                          | Philippe Bazire            | LREM                     | UC                       | 702          | 10,92        |             |             |
|                          | Nadine Guillemot           | LREM                     | UC                       | 702          | 10,92        |             |             |
|                          | Jean-Paul Charée           | RN                       | RN                       | 653          | 10,16        |             |             |
|                          | Valérie Marec              | RN                       | RN                       | 653          | 10,16        |             |             |
|                          | Marie-Capucine Beaud       | LFI                      | FI                       | 495          | 7,70         |             |             |
|                          | Christophe Oswald          | LFI                      | FI                       | 495          | 7,70         |             |             |
|                          |                            |                          |                          |              |              |             |             |
| Suffrages exprimés       | Suffrages exprimés         | Suffrages exprimés       | Suffrages exprimés       | 6 426        | 94,96        | 5 269       | 79,34       |
| Votes blancs             | Votes blancs               | Votes blancs             | Votes blancs             | 341          | 5,04         | 1 372       | 20,66       |
| Votes nuls               | Votes nuls                 | Votes nuls               | Votes nuls               | 0            | 0,00         | 0           | 0,00        |
| Total                    | Total                      | Total                    | Total                    | 6 767        | 100          | 6 641       | 100         |
| Abstention               | Abstention                 | Abstention               | Abstention               | 13 374       | 66,40        | 13 503      | 67,03       |
| Inscrits / participation | Inscrits / participation   | Inscrits / participation | Inscrits / participation | 20 141       | 33,60        | 20 144      | 32,97       |

### Canton de Brest-3
| Candidats                | Candidats                | Partis                   | Nuance                   | Premier tour | Premier tour | Second tour | Second tour |
| Candidats                | Candidats                | Partis                   | Nuance                   | Voix         | %            | Voix        | %           |
| ------------------------ | ------------------------ | ------------------------ | ------------------------ | ------------ | ------------ | ----------- | ----------- |
|                          | Yves du Buit             | UDI                      | UC                       | 2 070        | 29,57        | 3 489       | 50,04       |
|                          | Emmanuelle Tournier      | LREM                     | UC                       | 2 070        | 29,57        | 3 489       | 50,04       |
|                          | Florence Cann            | PS                       | UG                       | 1 919        | 27,41        | 3 484       | 49,96       |
|                          | Marc Labbey              | PS                       | UG                       | 1 919        | 27,41        | 3 484       | 49,96       |
|                          | Véfa Kerguillec          | DVG                      | UGE                      | 1 543        | 21,91        |             |             |
|                          | Sébastien Muscat         | G.s                      | UGE                      | 1 543        | 21,91        |             |             |
|                          | Frédéric Berna           | RN                       | RN                       | 1 080        | 15,43        |             |             |
|                          | Henora Kersual           | RN                       | RN                       | 1 080        | 15,43        |             |             |
|                          | Yves Guéguen             | DVD                      | DVD                      | 398          | 5,68         |             |             |
|                          | Magali Merour            | DVD                      | DVD                      | 398          | 5,68         |             |             |
|                          |                          |                          |                          |              |              |             |             |
| Suffrages exprimés       | Suffrages exprimés       | Suffrages exprimés       | Suffrages exprimés       | 7 001        | 95,76        | 6 973       | 91,39       |
| Votes blancs             | Votes blancs             | Votes blancs             | Votes blancs             | 282          | 3,86         | 612         | 8,02        |
| Votes nuls               | Votes nuls               | Votes nuls               | Votes nuls               | 28           | 0,38         | 45          | 0,59        |
| Total                    | Total                    | Total                    | Total                    | 7 311        | 100          | 7 630       | 100         |
| Abstention               | Abstention               | Abstention               | Abstention               | 16 150       | 68,84        | 15 844      | 67,50       |
| Inscrits / participation | Inscrits / participation | Inscrits / participation | Inscrits / participation | 23 461       | 31,16        | 23 474      | 32,50       |

### Canton de Brest-4
| Candidats                | Candidats                | Partis                   | Nuance                   | Premier tour | Premier tour | Second tour | Second tour |
| Candidats                | Candidats                | Partis                   | Nuance                   | Voix         | %            | Voix        | %           |
| ------------------------ | ------------------------ | ------------------------ | ------------------------ | ------------ | ------------ | ----------- | ----------- |
|                          | Véronique Bourbigot      | LR                       | UCD                      | 3 165        | 38,01        | 4 463       | 51,99       |
|                          | Pierre Ogor              | DVD                      | UCD                      | 3 165        | 38,01        | 4 463       | 51,99       |
|                          | Gwénaël Kerjean          | PS                       | UG                       | 2 592        | 31,13        | 4 121       | 48,01       |
|                          | Sylvie Taloc             | PRG                      | UG                       | 2 592        | 31,13        | 4 121       | 48,01       |
|                          | Maëlla Martin            | EÉLV                     | UGE                      | 1 406        | 16,88        |             |             |
|                          | Fragan Valentin-Lemény   | UDB                      | UGE                      | 1 406        | 16,88        |             |             |
|                          | Xavier Grall             | RN                       | RN                       | 1 164        | 13,98        |             |             |
|                          | Nadine Guiziou           | RN                       | RN                       | 1 164        | 13,98        |             |             |
|                          |                          |                          |                          |              |              |             |             |
| Suffrages exprimés       | Suffrages exprimés       | Suffrages exprimés       | Suffrages exprimés       | 8 327        | 95,58        | 8 584       | 93,16       |
| Votes blancs             | Votes blancs             | Votes blancs             | Votes blancs             | 340          | 3,90         | 553         | 6,00        |
| Votes nuls               | Votes nuls               | Votes nuls               | Votes nuls               | 45           | 0,52         | 77          | 0,84        |
| Total                    | Total                    | Total                    | Total                    | 8 712        | 100          | 9 214       | 100         |
| Abstention               | Abstention               | Abstention               | Abstention               | 17 993       | 67,38        | 17 500      | 65,51       |
| Inscrits / participation | Inscrits / participation | Inscrits / participation | Inscrits / participation | 26 705       | 32,62        | 26 714      | 34,49       |

### Canton de Brest-5
| Candidats                | Candidats                    | Partis                   | Nuance                   | Premier tour | Premier tour | Second tour | Second tour |
| Candidats                | Candidats                    | Partis                   | Nuance                   | Voix         | %            | Voix        | %           |
| ------------------------ | ---------------------------- | ------------------------ | ------------------------ | ------------ | ------------ | ----------- | ----------- |
|                          | Frédérique Bonnard Le Floc'h | PS                       | UG                       | 2 013        | 31,49        | 3 760       | 61,34       |
|                          | Hosny Trabelsi               | PS                       | UG                       | 2 013        | 31,49        | 3 760       | 61,34       |
|                          | Mikaël Cabon                 | LREM                     | UC                       | 1 379        | 21,57        | 2 370       | 38,66       |
|                          | Gwénaëlle Porsmoguer         | LREM                     | UC                       | 1 379        | 21,57        | 2 370       | 38,66       |
|                          | Sandrine Migerel             | UDB                      | ECO                      | 1 332        | 20,84        |             |             |
|                          | Gwendal Quiguer              | EÉLV                     | ECO                      | 1 332        | 20,84        |             |             |
|                          | Monique Chabardin            | RN                       | RN                       | 969          | 15,16        |             |             |
|                          | Didier Marquès               | RN                       | RN                       | 969          | 15,16        |             |             |
|                          | Manon Baudry                 | LFI                      | FI                       | 556          | 8,70         |             |             |
|                          | Pierre Smolarz               | LFI                      | FI                       | 556          | 8,70         |             |             |
|                          | Melvyn Hita                  | POID                     | DVG                      | 144          | 2,25         |             |             |
|                          | Morgane Pernot-Goarvot       | POID                     | DVG                      | 144          | 2,25         |             |             |
|                          |                              |                          |                          |              |              |             |             |
| Suffrages exprimés       | Suffrages exprimés           | Suffrages exprimés       | Suffrages exprimés       | 6 393        | 93,49        | 6 130       | 87,58       |
| Votes blancs             | Votes blancs                 | Votes blancs             | Votes blancs             | 445          | 6,51         | 869         | 12,42       |
| Votes nuls               | Votes nuls                   | Votes nuls               | Votes nuls               | 0            | 0,00         | 0           | 0,00        |
| Total                    | Total                        | Total                    | Total                    | 6 838        | 100          | 6 999       | 100         |
| Abstention               | Abstention                   | Abstention               | Abstention               | 16 083       | 70,17        | 15 926      | 69,47       |
| Inscrits / participation | Inscrits / participation     | Inscrits / participation | Inscrits / participation | 22 921       | 29,83        | 22 925      | 30,53       |

### Canton de Briec
| Candidats                | Candidats                | Partis                   | Nuance                   | Premier tour | Premier tour | Second tour | Second tour |
| Candidats                | Candidats                | Partis                   | Nuance                   | Voix         | %            | Voix        | %           |
| ------------------------ | ------------------------ | ------------------------ | ------------------------ | ------------ | ------------ | ----------- | ----------- |
|                          | Amélie Caro              | DVD                      | UCD                      | 2 930        | 38,57        | 3 961       | 50,80       |
|                          | Raymond Messager         | DVD                      | UCD                      | 2 930        | 38,57        | 3 961       | 50,80       |
|                          | Thomas Ferec             | DVG                      | UG                       | 2 634        | 34,67        | 3 837       | 49,20       |
|                          | Hélène Lollier           | DVG                      | UG                       | 2 634        | 34,67        | 3 837       | 49,20       |
|                          | Fabrice Collobert        | RN                       | RN                       | 930          | 12,24        |             |             |
|                          | Huguette Robert          | RN                       | RN                       | 930          | 12,24        |             |             |
|                          | Doriane Le Treust        | G.s                      | UGE                      | 819          | 10,78        |             |             |
|                          | Grégory Lebert           | EÉLV                     | UGE                      | 819          | 10,78        |             |             |
|                          | Stéphane Blondin         | LFI                      | FI                       | 284          | 3,74         |             |             |
|                          | Catherine Malbranque     | LFI                      | FI                       | 284          | 3,74         |             |             |
|                          |                          |                          |                          |              |              |             |             |
| Suffrages exprimés       | Suffrages exprimés       | Suffrages exprimés       | Suffrages exprimés       | 7 597        | 96,34        | 7 798       | 94,53       |
| Votes blancs             | Votes blancs             | Votes blancs             | Votes blancs             | 180          | 2,88         | 266         | 3,22        |
| Votes nuls               | Votes nuls               | Votes nuls               | Votes nuls               | 109          | 1,38         | 185         | 2,24        |
| Total                    | Total                    | Total                    | Total                    | 7 886        | 100          | 8 249       | 100         |
| Abstention               | Abstention               | Abstention               | Abstention               | 12 603       | 61,51        | 12 247      | 59,75       |
| Inscrits / participation | Inscrits / participation | Inscrits / participation | Inscrits / participation | 20 489       | 38,49        | 20 496      | 40,25       |

### Canton de Carhaix-Plouguer
| Candidats                | Candidats                | Partis                   | Nuance                   | Premier tour | Premier tour | Second tour | Second tour |
| Candidats                | Candidats                | Partis                   | Nuance                   | Voix         | %            | Voix        | %           |
| ------------------------ | ------------------------ | ------------------------ | ------------------------ | ------------ | ------------ | ----------- | ----------- |
|                          | Philippe Guillemot       | PLB!                     | UG                       | 2 803        | 36,96        | 4 096       | 55,40       |
|                          | Corinne Nicole           | PLB!                     | UG                       | 2 803        | 36,96        | 4 096       | 55,40       |
|                          | Béatrice Balpe           | DVD                      | UCD                      | 2 185        | 28,81        | 3 298       | 44,60       |
|                          | Jérôme Yvinec            | LR                       | UCD                      | 2 185        | 28,81        | 3 298       | 44,60       |
|                          | Laure Boussard           | UDB                      | UGE                      | 1 368        | 18,04        |             |             |
|                          | Yannick Jaouen           | EÉLV                     | UGE                      | 1 368        | 18,04        |             |             |
|                          | Jean-Luc Croguennec      | RN                       | RN                       | 989          | 13,04        |             |             |
|                          | Stéphanie Herry          | RN                       | RN                       | 989          | 13,04        |             |             |
|                          | David Derrien            | DhF                      | REG                      | 239          | 3,15         |             |             |
|                          | Valériane Evin           | DhF                      | REG                      | 239          | 3,15         |             |             |
|                          |                          |                          |                          |              |              |             |             |
| Suffrages exprimés       | Suffrages exprimés       | Suffrages exprimés       | Suffrages exprimés       | 7 584        | 95,88        | 7 394       | 91,91       |
| Votes blancs             | Votes blancs             | Votes blancs             | Votes blancs             | 179          | 2,26         | 430         | 5,34        |
| Votes nuls               | Votes nuls               | Votes nuls               | Votes nuls               | 147          | 1,86         | 221         | 2,75        |
| Total                    | Total                    | Total                    | Total                    | 7 910        | 100          | 8 045       | 100         |
| Abstention               | Abstention               | Abstention               | Abstention               | 12 277       | 60,82        | 12 146      | 60,16       |
| Inscrits / participation | Inscrits / participation | Inscrits / participation | Inscrits / participation | 20 187       | 39,18        | 20 191      | 39,84       |

### Canton de Concarneau
| Candidats                | Candidats                 | Partis                   | Nuance                   | Premier tour | Premier tour | Second tour | Second tour |
| Candidats                | Candidats                 | Partis                   | Nuance                   | Voix         | %            | Voix        | %           |
| ------------------------ | ------------------------- | ------------------------ | ------------------------ | ------------ | ------------ | ----------- | ----------- |
|                          | Céline Gaz-Le Tendre      | DVG                      | UG                       | 4 444        | 43,02        | 6 004       | 56,09       |
|                          | Michel Loussouarn         | DVG                      | UG                       | 4 444        | 43,02        | 6 004       | 56,09       |
|                          | Marc Bigot                | DVD                      | UCD                      | 3 004        | 29,08        | 4 701       | 43,91       |
|                          | Pascale Pichon            | DVD                      | UCD                      | 3 004        | 29,08        | 4 701       | 43,91       |
|                          | Noémie Millot             | RN                       | RN                       | 1 476        | 14,29        |             |             |
|                          | Christian Perez           | RN                       | RN                       | 1 476        | 14,29        |             |             |
|                          | Gilles Huard              | MoDem                    | UC                       | 1 407        | 13,62        |             |             |
|                          | Michelle Le Breton Helwig | LREM                     | UC                       | 1 407        | 13,62        |             |             |
|                          |                           |                          |                          |              |              |             |             |
| Suffrages exprimés       | Suffrages exprimés        | Suffrages exprimés       | Suffrages exprimés       | 10 331       | 95,95        | 10 705      | 94,13       |
| Votes blancs             | Votes blancs              | Votes blancs             | Votes blancs             | 262          | 2,43         | 383         | 3,37        |
| Votes nuls               | Votes nuls                | Votes nuls               | Votes nuls               | 174          | 1,62         | 284         | 2,50        |
| Total                    | Total                     | Total                    | Total                    | 10 767       | 100          | 11 372      | 100         |
| Abstention               | Abstention                | Abstention               | Abstention               | 21 317       | 66,44        | 20 720      | 64,56       |
| Inscrits / participation | Inscrits / participation  | Inscrits / participation | Inscrits / participation | 32 084       | 33,56        | 32 092      | 35,44       |

### Canton de Crozon
| Candidats                | Candidats                | Partis                   | Nuance                   | Premier tour | Premier tour | Second tour | Second tour |
| Candidats                | Candidats                | Partis                   | Nuance                   | Voix         | %            | Voix        | %           |
| ------------------------ | ------------------------ | ------------------------ | ------------------------ | ------------ | ------------ | ----------- | ----------- |
|                          | Jacques Gouérou          | DVD                      | UCD                      | 4 860        | 49,78        | 6 031       | 61,48       |
|                          | Monique Porcher          | DVD                      | UCD                      | 4 860        | 49,78        | 6 031       | 61,48       |
|                          | Florence Le Coz          | DVG                      | UG                       | 3 225        | 33,03        | 3 779       | 38,52       |
|                          | Alain Le Quellec         | DVG                      | UG                       | 3 225        | 33,03        | 3 779       | 38,52       |
|                          | Patricia Le Moign        | RN                       | RN                       | 1 678        | 17,19        |             |             |
|                          | Fabrice Letort           | RN                       | RN                       | 1 678        | 17,19        |             |             |
|                          |                          |                          |                          |              |              |             |             |
| Suffrages exprimés       | Suffrages exprimés       | Suffrages exprimés       | Suffrages exprimés       | 9 763        | 96,38        | 9 810       | 94,62       |
| Votes blancs             | Votes blancs             | Votes blancs             | Votes blancs             | 239          | 2,36         | 350         | 3,38        |
| Votes nuls               | Votes nuls               | Votes nuls               | Votes nuls               | 128          | 1,26         | 208         | 2,01        |
| Total                    | Total                    | Total                    | Total                    | 10 130       | 100          | 10 368      | 100         |
| Abstention               | Abstention               | Abstention               | Abstention               | 16 244       | 61,59        | 16 006      | 60,69       |
| Inscrits / participation | Inscrits / participation | Inscrits / participation | Inscrits / participation | 26 374       | 38,41        | 26 374      | 39,31       |

### Canton de Douarnenez
| Candidats                | Candidats                | Partis                   | Nuance                   | Premier tour | Premier tour | Second tour | Second tour |
| Candidats                | Candidats                | Partis                   | Nuance                   | Voix         | %            | Voix        | %           |
| ------------------------ | ------------------------ | ------------------------ | ------------------------ | ------------ | ------------ | ----------- | ----------- |
|                          | Florence Crom            | PS                       | UG                       | 4 665        | 43,64        | 5 799       | 49,28       |
|                          | Damien Roffat            | EÉLV                     | UG                       | 4 665        | 43,64        | 5 799       | 49,28       |
|                          | Didier Guillon           | LR                       | UCD                      | 4 664        | 43,63        | 5 969       | 50,72       |
|                          | Jocelyne Poitevin        | DVD                      | UCD                      | 4 664        | 43,63        | 5 969       | 50,72       |
|                          | Patrick Couillaud        | RN                       | RN                       | 1 361        | 12,73        |             |             |
|                          | Marie Leroux             | RN                       | RN                       | 1 361        | 12,73        |             |             |
|                          |                          |                          |                          |              |              |             |             |
| Suffrages exprimés       | Suffrages exprimés       | Suffrages exprimés       | Suffrages exprimés       | 10 690       | 95,62        | 11 768      | 95,34       |
| Votes blancs             | Votes blancs             | Votes blancs             | Votes blancs             | 257          | 2,31         | 314         | 2,54        |
| Votes nuls               | Votes nuls               | Votes nuls               | Votes nuls               | 198          | 1,78         | 261         | 2,11        |
| Total                    | Total                    | Total                    | Total                    | 11 145       | 100          | 12 343      | 100         |
| Abstention               | Abstention               | Abstention               | Abstention               | 17 287       | 60,80        | 16 098      | 56,60       |
| Inscrits / participation | Inscrits / participation | Inscrits / participation | Inscrits / participation | 28 432       | 39,20        | 28 441      | 43,40       |

### Canton de Fouesnant
| Candidats                | Candidats                | Partis                   | Nuance                   | Premier tour | Premier tour | Second tour | Second tour |
| Candidats                | Candidats                | Partis                   | Nuance                   | Voix         | %            | Voix        | %           |
| ------------------------ | ------------------------ | ------------------------ | ------------------------ | ------------ | ------------ | ----------- | ----------- |
|                          | Laure Caramaro           | DVD                      | UCD                      | 4 138        | 34,58        | 6 256       | 54,69       |
|                          | Alain Le Grand           | DVD                      | UCD                      | 4 138        | 34,58        | 6 256       | 54,69       |
|                          | Marie-Laure Le Meur      | DVC                      | DVC                      | 2 272        | 18,99        | 5 183       | 45,31       |
|                          | Jean-Pierre Marc         | DVC                      | DVC                      | 2 272        | 18,99        | 5 183       | 45,31       |
|                          | Alain Le Loupp           | DVG                      | UG                       | 2 142        | 17,90        |             |             |
|                          | Marie-Pierre Puillandre  | DVG                      | UG                       | 2 142        | 17,90        |             |             |
|                          | Vincent Esnault          | EÉLV                     | UGE                      | 1 868        | 15,61        |             |             |
|                          | Annie Gallo              | EÉLV                     | UGE                      | 1 868        | 15,61        |             |             |
|                          | Laëtitia Conan           | RN                       | RN                       | 1 546        | 12,92        |             |             |
|                          | Joseph Pichon            | RN                       | RN                       | 1 546        | 12,92        |             |             |
|                          |                          |                          |                          |              |              |             |             |
| Suffrages exprimés       | Suffrages exprimés       | Suffrages exprimés       | Suffrages exprimés       | 11 966       | 96,54        | 11 439      | 89,49       |
| Votes blancs             | Votes blancs             | Votes blancs             | Votes blancs             | 257          | 2,07         | 917         | 3,34        |
| Votes nuls               | Votes nuls               | Votes nuls               | Votes nuls               | 172          | 1,39         | 427         | 7,17        |
| Total                    | Total                    | Total                    | Total                    | 12 395       | 100          | 12 783      | 100         |
| Abstention               | Abstention               | Abstention               | Abstention               | 19 202       | 60,77        | 18 803      | 59,53       |
| Inscrits / participation | Inscrits / participation | Inscrits / participation | Inscrits / participation | 31 597       | 39,23        | 31 586      | 40,47       |

### Canton de Guipavas
| Candidats                | Candidats                | Partis                   | Nuance                   | Premier tour | Premier tour | Second tour | Second tour |
| Candidats                | Candidats                | Partis                   | Nuance                   | Voix         | %            | Voix        | %           |
| ------------------------ | ------------------------ | ------------------------ | ------------------------ | ------------ | ------------ | ----------- | ----------- |
|                          | Fabrice Jacob            | DVD                      | UCD                      | 3 824        | 34,97        | 5 517       | 49,14       |
|                          | Élodie Roudaut           | DVD                      | UCD                      | 3 824        | 34,97        | 5 517       | 49,14       |
|                          | Dider Malleron           | PS                       | UG                       | 3 246        | 29,68        | 5 709       | 50,86       |
|                          | Nathalie Sarrabezolles   | PS                       | UG                       | 3 246        | 29,68        | 5 709       | 50,86       |
|                          | Nathalie Marschal        | ÉCO                      | DIV                      | 1 454        | 13,30        |             |             |
|                          | Claude Morizur           | DVG                      | DIV                      | 1 454        | 13,30        |             |             |
|                          | Pierre Guézennec         | EÉLV                     | ECO                      | 1 262        | 11,54        |             |             |
|                          | Marie Quétier            | ÉCO                      | ECO                      | 1 262        | 11,54        |             |             |
|                          | Yvette Poullaouec        | RN                       | RN                       | 1 150        | 10,52        |             |             |
|                          | David Rivoalen           | RN                       | RN                       | 1 150        | 10,52        |             |             |
|                          |                          |                          |                          |              |              |             |             |
| Suffrages exprimés       | Suffrages exprimés       | Suffrages exprimés       | Suffrages exprimés       | 10 936       | 97,69        | 11 226      | 95,56       |
| Votes blancs             | Votes blancs             | Votes blancs             | Votes blancs             | 153          | 1,37         | 356         | 3,03        |
| Votes nuls               | Votes nuls               | Votes nuls               | Votes nuls               | 106          | 0,95         | 165         | 1,40        |
| Total                    | Total                    | Total                    | Total                    | 11 195       | 100          | 11 747      | 100         |
| Abstention               | Abstention               | Abstention               | Abstention               | 20 408       | 64,58        | 19 858      | 62,83       |
| Inscrits / participation | Inscrits / participation | Inscrits / participation | Inscrits / participation | 31 603       | 35,42        | 31 605      | 37,17       |

### Canton de Landerneau
| Candidats                | Candidats                | Partis                   | Nuance                   | Premier tour | Premier tour | Second tour | Second tour |
| Candidats                | Candidats                | Partis                   | Nuance                   | Voix         | %            | Voix        | %           |
| ------------------------ | ------------------------ | ------------------------ | ------------------------ | ------------ | ------------ | ----------- | ----------- |
|                          | Viviane Bervas           | DVD                      | DVD                      | 3 623        | 49,71        | 4 309       | 60,65       |
|                          | Bernard Goalec           | DVD                      | DVD                      | 3 623        | 49,71        | 4 309       | 60,65       |
|                          | Claudine Galéron         | DVG                      | UG                       | 1 875        | 25,72        | 2 796       | 39,35       |
|                          | Stéphane Hervoir         | DVG                      | UG                       | 1 875        | 25,72        | 2 796       | 39,35       |
|                          | Maëla Dupas              | EÉLV                     | ECO                      | 1 156        | 15,86        |             |             |
|                          | Christophe Winckler      | EÉLV                     | ECO                      | 1 156        | 15,86        |             |             |
|                          | Chrystelle Couhault      | RN                       | RN                       | 635          | 8,71         |             |             |
|                          | Guy Léal                 | RN                       | RN                       | 635          | 8,71         |             |             |
|                          |                          |                          |                          |              |              |             |             |
| Suffrages exprimés       | Suffrages exprimés       | Suffrages exprimés       | Suffrages exprimés       | 7 289        | 97,55        | 7 105       | 95,63       |
| Votes blancs             | Votes blancs             | Votes blancs             | Votes blancs             | 121          | 1,62         | 189         | 2,54        |
| Votes nuls               | Votes nuls               | Votes nuls               | Votes nuls               | 62           | 0,83         | 136         | 1,83        |
| Total                    | Total                    | Total                    | Total                    | 7 472        | 100          | 7 430       | 100         |
| Abstention               | Abstention               | Abstention               | Abstention               | 12 696       | 62,95        | 12 742      | 63,17       |
| Inscrits / participation | Inscrits / participation | Inscrits / participation | Inscrits / participation | 20 168       | 37,05        | 20 172      | 36,83       |

### Canton de Landivisiau
| Candidats                | Candidats                | Partis                   | Nuance                   | Premier tour | Premier tour | Second tour | Second tour |
| Candidats                | Candidats                | Partis                   | Nuance                   | Voix         | %            | Voix        | %           |
| ------------------------ | ------------------------ | ------------------------ | ------------------------ | ------------ | ------------ | ----------- | ----------- |
|                          | Élisabeth Guillerm       | DVD                      | UCD                      | 4 075        | 52,74        | 5 149       | 68,33       |
|                          | Jean-Marc Puchois        | DVD                      | UCD                      | 4 075        | 52,74        | 5 149       | 68,33       |
|                          | Benjamin Ropert          | DVG                      | UG                       | 1 342        | 17,37        | 2 386       | 31,67       |
|                          | Laétitia Tourolle        | PS                       | UG                       | 1 342        | 17,37        | 2 386       | 31,67       |
|                          | Tony Bihouée             | RN                       | RN                       | 1 208        | 15,63        |             |             |
|                          | Renée Thomaïdis          | RN                       | RN                       | 1 208        | 15,63        |             |             |
|                          | Isbelle Chaillou         | EÉLV                     | UGE                      | 1 102        | 14,26        |             |             |
|                          | Philippe Plouzané        | UDB                      | UGE                      | 1 102        | 14,26        |             |             |
|                          |                          |                          |                          |              |              |             |             |
| Suffrages exprimés       | Suffrages exprimés       | Suffrages exprimés       | Suffrages exprimés       | 7 727        | 96,65        | 7 535       | 94,06       |
| Votes blancs             | Votes blancs             | Votes blancs             | Votes blancs             | 184          | 2,30         | 234         | 4,04        |
| Votes nuls               | Votes nuls               | Votes nuls               | Votes nuls               | 84           | 1,05         | 152         | 1,90        |
| Total                    | Total                    | Total                    | Total                    | 7 995        | 100          | 8 011       | 100         |
| Abstention               | Abstention               | Abstention               | Abstention               | 15 847       | 66,47        | 15 837      | 66,41       |
| Inscrits / participation | Inscrits / participation | Inscrits / participation | Inscrits / participation | 23 842       | 33,53        | 23 848      | 33,59       |

### Canton de Lesneven
| Candidats                | Candidats                | Partis                   | Nuance                   | Premier tour | Premier tour | Second tour | Second tour |
| Candidats                | Candidats                | Partis                   | Nuance                   | Voix         | %            | Voix        | %           |
| ------------------------ | ------------------------ | ------------------------ | ------------------------ | ------------ | ------------ | ----------- | ----------- |
|                          | Pascal Goulaouic         | DVD                      | UCD                      | 4 490        | 46,11        | 5 586       | 57,94       |
|                          | Lédie Le Hir'            | DVD                      | UCD                      | 4 490        | 46,11        | 5 586       | 57,94       |
|                          | Marie Bousseau           | DVG                      | DVG                      | 2 662        | 27,34        | 4 055       | 42,06       |
|                          | Nicolas Kermarrec        | DVG                      | DVG                      | 2 662        | 27,34        | 4 055       | 42,06       |
|                          | Bernard Bon              | EÉLV                     | DIV                      | 1 374        | 14,11        |             |             |
|                          | Jannick Juglaret         | EÉLV                     | DIV                      | 1 374        | 14,11        |             |             |
|                          | Florian Magotteaux       | RN                       | RN                       | 1 211        | 12,44        |             |             |
|                          | Cécilia Potin Kervran    | RN                       | RN                       | 1 211        | 12,44        |             |             |
|                          |                          |                          |                          |              |              |             |             |
| Suffrages exprimés       | Suffrages exprimés       | Suffrages exprimés       | Suffrages exprimés       | 9 737        | 97,17        | 9 641       | 95,12       |
| Votes blancs             | Votes blancs             | Votes blancs             | Votes blancs             | 193          | 1,93         | 316         | 3,12        |
| Votes nuls               | Votes nuls               | Votes nuls               | Votes nuls               | 91           | 0,91         | 179         | 1,77        |
| Total                    | Total                    | Total                    | Total                    | 10 021       | 100          | 10 136      | 100         |
| Abstention               | Abstention               | Abstention               | Abstention               | 18 741       | 65,16        | 18 630      | 64,76       |
| Inscrits / participation | Inscrits / participation | Inscrits / participation | Inscrits / participation | 28 762       | 34,84        | 28 766      | 35,24       |

### Canton de Moëlan-sur-Mer
| Candidats                | Candidats                | Partis                   | Nuance                   | Premier tour | Premier tour | Second tour | Second tour |
| Candidats                | Candidats                | Partis                   | Nuance                   | Voix         | %            | Voix        | %           |
| ------------------------ | ------------------------ | ------------------------ | ------------------------ | ------------ | ------------ | ----------- | ----------- |
|                          | Claude Jaffré            | PS                       | UG                       | 3 604        | 35,26        | 5 586       | 53,65       |
|                          | Sandrine Manusset        | DVG                      | UG                       | 3 604        | 35,26        | 5 586       | 53,65       |
|                          | Dominique Guillou        | DVD                      | UCD                      | 3 037        | 29,71        | 4 826       | 46,35       |
|                          | Marie-Claude La Maoüt    | DVD                      | UCD                      | 3 037        | 29,71        | 4 826       | 46,35       |
|                          | Patrick Le Fur           | RN                       | RN                       | 1 823        | 17,83        |             |             |
|                          | Jasmine Sainpol          | RN                       | RN                       | 1 823        | 17,83        |             |             |
|                          | Laurent Le Treust        | G.s                      | UGE                      | 1 758        | 17,20        |             |             |
|                          | Françoise Montfort       | EÉLV                     | UGE                      | 1 758        | 17,20        |             |             |
|                          |                          |                          |                          |              |              |             |             |
| Suffrages exprimés       | Suffrages exprimés       | Suffrages exprimés       | Suffrages exprimés       | 10 222       | 95,57        | 10 412      | 93,07       |
| Votes blancs             | Votes blancs             | Votes blancs             | Votes blancs             | 278          | 2,60         | 458         | 4,09        |
| Votes nuls               | Votes nuls               | Votes nuls               | Votes nuls               | 196          | 1,83         | 317         | 2,83        |
| Total                    | Total                    | Total                    | Total                    | 10 696       | 100          | 11 187      | 100         |
| Abstention               | Abstention               | Abstention               | Abstention               | 20 529       | 65,75        | 20 045      | 64,18       |
| Inscrits / participation | Inscrits / participation | Inscrits / participation | Inscrits / participation | 31 225       | 34,25        | 31 232      | 35,82       |

### Canton de Morlaix
| Candidats                | Candidats                | Partis                   | Nuance                   | Premier tour | Premier tour | Second tour | Second tour |
| Candidats                | Candidats                | Partis                   | Nuance                   | Voix         | %            | Voix        | %           |
| ------------------------ | ------------------------ | ------------------------ | ------------------------ | ------------ | ------------ | ----------- | ----------- |
|                          | Ismaël Dupont            | PCF                      | UG                       | 3 209        | 35,61        | 5 043       | 54,83       |
|                          | Gaëlle Zaneguy           | DVG                      | UG                       | 3 209        | 35,61        | 5 043       | 54,83       |
|                          | Aude Goarnisson          | LREM                     | UCD                      | 2 901        | 32,19        | 4 155       | 45,17       |
|                          | Jean-Charles Pouliquen   | DVD                      | UCD                      | 2 901        | 32,19        | 4 155       | 45,17       |
|                          | Josselin Boireau         | EÉLV                     | ECO                      | 1 783        | 19,78        |             |             |
|                          | Charlotte Lepitre        | EÉLV                     | ECO                      | 1 783        | 19,78        |             |             |
|                          | Erwan Abily              | RN                       | RN                       | 1 119        | 12,42        |             |             |
|                          | Tiphaine Simon           | RN                       | RN                       | 1 119        | 12,42        |             |             |
|                          |                          |                          |                          |              |              |             |             |
| Suffrages exprimés       | Suffrages exprimés       | Suffrages exprimés       | Suffrages exprimés       | 9 012        | 96,81        | 9 198       | 94,21       |
| Votes blancs             | Votes blancs             | Votes blancs             | Votes blancs             | 186          | 2,00         | 375         | 3,84        |
| Votes nuls               | Votes nuls               | Votes nuls               | Votes nuls               | 111          | 1,19         | 190         | 1,95        |
| Total                    | Total                    | Total                    | Total                    | 9 309        | 100          | 9 763       | 100         |
| Abstention               | Abstention               | Abstention               | Abstention               | 17 471       | 65,24        | 17 018      | 63,55       |
| Inscrits / participation | Inscrits / participation | Inscrits / participation | Inscrits / participation | 26 780       | 34,76        | 26 781      | 36,45       |

### Canton de Plabennec
| Candidats                | Candidats                | Partis                   | Nuance                   | Premier tour | Premier tour | Second tour | Second tour |
| Candidats                | Candidats                | Partis                   | Nuance                   | Voix         | %            | Voix        | %           |
| ------------------------ | ------------------------ | ------------------------ | ------------------------ | ------------ | ------------ | ----------- | ----------- |
|                          | Marguerite Lamour        | LR                       | UCD                      | 6 050        | 54,28        | 6 982       | 62,95       |
|                          | Guy Taloc                | DVD                      | UCD                      | 6 050        | 54,28        | 6 982       | 62,95       |
|                          | Nadine Kassis            | EÉLV                     | DVG                      | 3 405        | 33,24        | 4 109       | 37,05       |
|                          | Mickaël Quéméner         | DVG                      | DVG                      | 3 405        | 33,24        | 4 109       | 37,05       |
|                          | Antonia Bouchard         | RN                       | RN                       | 1 391        | 12,48        |             |             |
|                          | Pierre Ohran             | RN                       | RN                       | 1 391        | 12,48        |             |             |
|                          |                          |                          |                          |              |              |             |             |
| Suffrages exprimés       | Suffrages exprimés       | Suffrages exprimés       | Suffrages exprimés       | 11 146       | 96,28        | 11 091      | 95,13       |
| Votes blancs             | Votes blancs             | Votes blancs             | Votes blancs             | 296          | 2,53         | 392         | 3,36        |
| Votes nuls               | Votes nuls               | Votes nuls               | Votes nuls               | 138          | 1,19         | 176         | 1,51        |
| Total                    | Total                    | Total                    | Total                    | 11 577       | 100          | 11 659      | 100         |
| Abstention               | Abstention               | Abstention               | Abstention               | 20 153       | 63,51        | 20 053      | 63,23       |
| Inscrits / participation | Inscrits / participation | Inscrits / participation | Inscrits / participation | 31 730       | 36,49        | 31 712      | 36,77       |

### Canton de Plonéour-Lanvern
| Candidats                | Candidats                | Partis                   | Nuance                   | Premier tour | Premier tour | Second tour | Second tour |
| Candidats                | Candidats                | Partis                   | Nuance                   | Voix         | %            | Voix        | %           |
| ------------------------ | ------------------------ | ------------------------ | ------------------------ | ------------ | ------------ | ----------- | ----------- |
|                          | Franck Pichon            | DVD                      | UCD                      | 3 335        | 36,97        | 4 814       | 51,21       |
|                          | Jocelyne Plouhinec       | DVD                      | UCD                      | 3 335        | 36,97        | 4 814       | 51,21       |
|                          | Emmanuelle Rasseneur     | DVG                      | UG                       | 2 537        | 28,12        | 4 587       | 48,79       |
|                          | Philippe Ronarc’h        | PS                       | UG                       | 2 537        | 28,12        | 4 587       | 48,79       |
|                          | Élisabeth Huet           | ÉELV                     | UGE                      | 2 038        | 22,59        |             |             |
|                          | Swen Niel                | ÉELV                     | UGE                      | 2 038        | 22,59        |             |             |
|                          | Anne-Sophie Delautre     | RN                       | RN                       | 1 111        | 12,32        |             |             |
|                          | Yohann Le Mentec         | RN                       | RN                       | 1 111        | 12,32        |             |             |
|                          |                          |                          |                          |              |              |             |             |
| Suffrages exprimés       | Suffrages exprimés       | Suffrages exprimés       | Suffrages exprimés       | 9 021        | 96,19        | 9 401       | 94,92       |
| Votes blancs             | Votes blancs             | Votes blancs             | Votes blancs             | 204          | 2,18         | 303         | 3,06        |
| Votes nuls               | Votes nuls               | Votes nuls               | Votes nuls               | 153          | 1,63         | 200         | 2,02        |
| Total                    | Total                    | Total                    | Total                    | 9 378        | 100          | 9 904       | 100         |
| Abstention               | Abstention               | Abstention               | Abstention               | 15 203       | 61,85        | 14 682      | 59,72       |
| Inscrits / participation | Inscrits / participation | Inscrits / participation | Inscrits / participation | 24 581       | 38,15        | 24 586      | 40,28       |

### Canton de Plouigneau
| Candidats                | Candidats                | Partis                   | Nuance                   | Premier tour | Premier tour | Second tour | Second tour |
| Candidats                | Candidats                | Partis                   | Nuance                   | Voix         | %            | Voix        | %           |
| ------------------------ | ------------------------ | ------------------------ | ------------------------ | ------------ | ------------ | ----------- | ----------- |
|                          | Joëlle Huon              | PS                       | UG                       | 4 208        | 49,91        | 5 614       | 65,55       |
|                          | Pierre Le Goff           | DVG                      | UG                       | 4 208        | 49,91        | 5 614       | 65,55       |
|                          | Sylvie Collonges         | DVD                      | UCD                      | 1 947        | 23,09        | 2 950       | 34,45       |
|                          | Thierry Riou             | DVD                      | UCD                      | 1 947        | 23,09        | 2 950       | 34,45       |
|                          | Michel Beaupré           | UDB                      | UGE                      | 1 235        | 14,65        |             |             |
|                          | Véronique Piriou Pereira | EÉLV                     | UGE                      | 1 235        | 14,65        |             |             |
|                          | Aurélie Colliou          | RN                       | RN                       | 1 042        | 12,36        |             |             |
|                          | Olivier Guéry            | RN                       | RN                       | 1 042        | 12,36        |             |             |
|                          |                          |                          |                          |              |              |             |             |
| Suffrages exprimés       | Suffrages exprimés       | Suffrages exprimés       | Suffrages exprimés       | 8 432        | 96,21        | 8 564       | 94,34       |
| Votes blancs             | Votes blancs             | Votes blancs             | Votes blancs             | 213          | 2,43         | 323         | 3,56        |
| Votes nuls               | Votes nuls               | Votes nuls               | Votes nuls               | 119          | 1,36         | 191         | 2,10        |
| Total                    | Total                    | Total                    | Total                    | 8 764        | 100          | 9 078       | 100         |
| Abstention               | Abstention               | Abstention               | Abstention               | 13 988       | 61,48        | 13 679      | 60,11       |
| Inscrits / participation | Inscrits / participation | Inscrits / participation | Inscrits / participation | 22 752       | 38,52        | 22 757      | 39,89       |

### Canton de Pont-de-Buis-lès-Quimerch
| Candidats                | Candidats                | Partis                   | Nuance                   | Premier tour | Premier tour | Second tour | Second tour |
| Candidats                | Candidats                | Partis                   | Nuance                   | Voix         | %            | Voix        | %           |
| ------------------------ | ------------------------ | ------------------------ | ------------------------ | ------------ | ------------ | ----------- | ----------- |
|                          | Nathalie Godet           | DVD                      | UCD                      | 2 855        | 35,70        | 3 943       | 48,64       |
|                          | David Guillerm           | MoDem                    | UCD                      | 2 855        | 35,70        | 3 943       | 48,64       |
|                          | Isabelle Maugeais        | PCF                      | UG                       | 2 309        | 28,87        | 4 163       | 51,36       |
|                          | Julien Poupon            | PS                       | UG                       | 2 309        | 28,87        | 4 163       | 51,36       |
|                          | Marie-Line Mahé          | G.s                      | DVG                      | 1 851        | 23,15        |             |             |
|                          | Ibrahim Mohammad         | UDB                      | DVG                      | 1 851        | 23,15        |             |             |
|                          | Eliane Beaumont          | RN                       | RN                       | 982          | 12,28        |             |             |
|                          | Franck Nicolas           | RN                       | RN                       | 982          | 12,28        |             |             |
|                          |                          |                          |                          |              |              |             |             |
| Suffrages exprimés       | Suffrages exprimés       | Suffrages exprimés       | Suffrages exprimés       | 7 997        | 96,11        | 8 106       | 94,61       |
| Votes blancs             | Votes blancs             | Votes blancs             | Votes blancs             | 222          | 2,67         | 308         | 3,59        |
| Votes nuls               | Votes nuls               | Votes nuls               | Votes nuls               | 102          | 1,23         | 154         | 1,80        |
| Total                    | Total                    | Total                    | Total                    | 8 321        | 100          | 8 568       | 100         |
| Abstention               | Abstention               | Abstention               | Abstention               | 13 029       | 61,03        | 12 785      | 59,87       |
| Inscrits / participation | Inscrits / participation | Inscrits / participation | Inscrits / participation | 21 350       | 38,97        | 21 353      | 40,13       |

### Canton de Pont-l'Abbé
| Candidats                | Candidats                | Partis                   | Nuance                   | Premier tour | Premier tour | Second tour | Second tour |
| Candidats                | Candidats                | Partis                   | Nuance                   | Voix         | %            | Voix        | %           |
| ------------------------ | ------------------------ | ------------------------ | ------------------------ | ------------ | ------------ | ----------- | ----------- |
|                          | Nathalie Carrot-Tanneau  | LR                       | UCD                      | 3 748        | 45,40        | 5 107       | 60,17       |
|                          | Stéphane Le Doaré        | DVD                      | UCD                      | 3 748        | 45,40        | 5 107       | 60,17       |
|                          | Yves Canévet             | PS                       | UG                       | 1 970        | 23,86        | 3 381       | 39,83       |
|                          | Maryse Rousseau          | PCF                      | UG                       | 1 970        | 23,86        | 3 381       | 39,83       |
|                          | Dominique Jolfre         | EÉLV                     | UGE                      | 1 510        | 18,29        |             |             |
|                          | Janick Moriceau          | EÉLV                     | UGE                      | 1 510        | 18,29        |             |             |
|                          | Agnès Belbéoch           | RN                       | RN                       | 1 028        | 12,45        |             |             |
|                          | Pascal Geneste           | RN                       | RN                       | 1 028        | 12,45        |             |             |
|                          |                          |                          |                          |              |              |             |             |
| Suffrages exprimés       | Suffrages exprimés       | Suffrages exprimés       | Suffrages exprimés       | 8 256        | 96,55        | 8 488       | 94,35       |
| Votes blancs             | Votes blancs             | Votes blancs             | Votes blancs             | 188          | 2,20         | 297         | 3,30        |
| Votes nuls               | Votes nuls               | Votes nuls               | Votes nuls               | 107          | 1,25         | 211         | 2,35        |
| Total                    | Total                    | Total                    | Total                    | 8 551        | 100          | 8 996       | 100         |
| Abstention               | Abstention               | Abstention               | Abstention               | 14 379       | 62,71        | 13 935      | 60,77       |
| Inscrits / participation | Inscrits / participation | Inscrits / participation | Inscrits / participation | 22 930       | 37,29        | 22 931      | 39,23       |

### Canton de Quimper-1
| Candidats                | Candidats                | Partis                   | Nuance                   | Premier tour | Premier tour | Second tour | Second tour |
| Candidats                | Candidats                | Partis                   | Nuance                   | Voix         | %            | Voix        | %           |
| ------------------------ | ------------------------ | ------------------------ | ------------------------ | ------------ | ------------ | ----------- | ----------- |
|                          | Armelle Huruguen         | PS                       | UG                       | 3 180        | 33,65        | 5 594       | 58,68       |
|                          | David Le Goff            | DVG                      | UG                       | 3 180        | 33,65        | 5 594       | 58,68       |
|                          | Antoine Gabriele         | DVD                      | UCD                      | 1 978        | 20,93        | 3 939       | 41,32       |
|                          | Valérie Lecerf-Livet     | LR                       | UCD                      | 1 978        | 20,93        | 3 939       | 41,32       |
|                          | Nolwenn Henry            | EÉLV                     | UGE                      | 1 871        | 19,80        |             |             |
|                          | Bernard Le Mao           | UDB                      | UGE                      | 1 871        | 19,80        |             |             |
|                          | Christel Hénaff          | RN                       | RN                       | 1 213        | 12,84        |             |             |
|                          | Guy Laine                | RN                       | RN                       | 1 213        | 12,84        |             |             |
|                          | Anthony Bathany          | LREM                     | UC                       | 1 207        | 12,77        |             |             |
|                          | Véronique Plouhinec      | DVC                      | UC                       | 1 207        | 12,77        |             |             |
|                          |                          |                          |                          |              |              |             |             |
| Suffrages exprimés       | Suffrages exprimés       | Suffrages exprimés       | Suffrages exprimés       | 9 449        | 96,12        | 9 533       | 93,32       |
| Votes blancs             | Votes blancs             | Votes blancs             | Votes blancs             | 250          | 2,54         | 43          | 4,27        |
| Votes nuls               | Votes nuls               | Votes nuls               | Votes nuls               | 131          | 1,33         | 246         | 2,41        |
| Total                    | Total                    | Total                    | Total                    | 9 830        | 100          | 10 215      | 100         |
| Abstention               | Abstention               | Abstention               | Abstention               | 18 501       | 65,30        | 18 123      | 63,95       |
| Inscrits / participation | Inscrits / participation | Inscrits / participation | Inscrits / participation | 28 331       | 34,70        | 28 338      | 36,05       |

### Canton de Quimper-2
| Candidats                | Candidats                 | Partis                   | Nuance                   | Premier tour | Premier tour | Second tour | Second tour |
| Candidats                | Candidats                 | Partis                   | Nuance                   | Voix         | %            | Voix        | %           |
| ------------------------ | ------------------------- | ------------------------ | ------------------------ | ------------ | ------------ | ----------- | ----------- |
|                          | Marie-Pierre Jean-Jacques | DVG                      | UG                       | 2 869        | 32,03        | 4 862       | 52,07       |
|                          | Matthieu Stervinou        | PS                       | UG                       | 2 869        | 32,03        | 4 862       | 52,07       |
|                          | Guillaume Menguy          | DVD                      | UCD                      | 2 493        | 27,84        | 4 475       | 47,93       |
|                          | Estelle Quiniou           | Agir                     | UCD                      | 2 493        | 27,84        | 4 475       | 47,93       |
|                          | Thierry Biger             | LRDG                     | UGE                      | 1 548        | 17,28        |             |             |
|                          | Martine Petit             | EÉLV                     | UGE                      | 1 548        | 17,28        |             |             |
|                          | Emmanuel Le Grand         | RN                       | RN                       | 1 036        | 11,57        |             |             |
|                          | Édith Roussel             | RN                       | RN                       | 1 036        | 11,57        |             |             |
|                          | Yves Gentric              | LR                       | DVD                      | 1 010        | 11,28        |             |             |
|                          | Corine Nicolas-Saliou     | AC                       | DVD                      | 1 010        | 11,28        |             |             |
|                          |                           |                          |                          |              |              |             |             |
| Suffrages exprimés       | Suffrages exprimés        | Suffrages exprimés       | Suffrages exprimés       | 8 956        | 96,88        | 9 337       | 94,40       |
| Votes blancs             | Votes blancs              | Votes blancs             | Votes blancs             | 157          | 1,70         | 314         | 3,17        |
| Votes nuls               | Votes nuls                | Votes nuls               | Votes nuls               | 131          | 1,42         | 240         | 2,43        |
| Total                    | Total                     | Total                    | Total                    | 9 244        | 100          | 9 891       | 100         |
| Abstention               | Abstention                | Abstention               | Abstention               | 17 735       | 65,74        | 17 100      | 63,35       |
| Inscrits / participation | Inscrits / participation  | Inscrits / participation | Inscrits / participation | 26 979       | 34,26        | 26 991      | 36,65       |

### Canton de Quimperlé
| Candidats                | Candidats                | Partis                   | Nuance                   | Premier tour | Premier tour | Second tour | Second tour |
| Candidats                | Candidats                | Partis                   | Nuance                   | Voix         | %            | Voix        | %           |
| ------------------------ | ------------------------ | ------------------------ | ------------------------ | ------------ | ------------ | ----------- | ----------- |
|                          | Anne Maréchal            | PS                       | UG                       | 3 637        | 41,86        | 5 184       | 60,80       |
|                          | Bernard Pelleter         | PS                       | UG                       | 3 637        | 41,86        | 5 184       | 60,80       |
|                          | Serge Nilly              | LR                       | UCD                      | 1 845        | 21,23        | 3 342       | 39,20       |
|                          | Françoise-Marie Stritt   | DVD                      | UCD                      | 1 845        | 21,23        | 3 342       | 39,20       |
|                          | Brigitte Cloarec         | UDB                      | UGE                      | 1 669        | 19,21        |             |             |
|                          | Manuel Pottier           | EÉLV                     | UGE                      | 1 669        | 19,21        |             |             |
|                          | Christine Le Guerinel    | RN                       | RN                       | 1 538        | 17,70        |             |             |
|                          | Camille Trotel           | RN                       | RN                       | 1 538        | 17,70        |             |             |
|                          |                          |                          |                          |              |              |             |             |
| Suffrages exprimés       | Suffrages exprimés       | Suffrages exprimés       | Suffrages exprimés       | 8 689        | 95,61        | 8 526       | 92,18       |
| Votes blancs             | Votes blancs             | Votes blancs             | Votes blancs             | 241          | 2,65         | 421         | 4,55        |
| Votes nuls               | Votes nuls               | Votes nuls               | Votes nuls               | 158          | 1,74         | 302         | 3,27        |
| Total                    | Total                    | Total                    | Total                    | 9 088        | 100          | 9 249       | 100         |
| Abstention               | Abstention               | Abstention               | Abstention               | 16 304       | 64,21        | 16 146      | 63,58       |
| Inscrits / participation | Inscrits / participation | Inscrits / participation | Inscrits / participation | 25 392       | 35,79        | 25 395      | 36,42       |

### Canton de Saint-Pol-de-Léon
| Candidats                | Candidats                | Partis                   | Nuance                   | Premier tour | Premier tour | Second tour | Second tour |
| Candidats                | Candidats                | Partis                   | Nuance                   | Voix         | %            | Voix        | %           |
| ------------------------ | ------------------------ | ------------------------ | ------------------------ | ------------ | ------------ | ----------- | ----------- |
|                          | Aline Chevaucher         | LR                       | UCD                      | 4 902        | 56,13        | 5 731       | 66,06       |
|                          | Maël de Calan            | SL                       | UCD                      | 4 902        | 56,13        | 5 731       | 66,06       |
|                          | Anne-Cécile Esnault      | DVG                      | UG                       | 1 664        | 19,05        | 2 944       | 33,94       |
|                          | Christophe Le Gall       | DVG                      | UG                       | 1 664        | 19,05        | 2 944       | 33,94       |
|                          | Damien Ladan             | GE                       | ECO                      | 1 174        | 13,44        |             |             |
|                          | Morgane Macé             | EÉLV                     | ECO                      | 1 174        | 13,44        |             |             |
|                          | Claude Tranvouez         | RN                       | RN                       | 993          | 11,37        |             |             |
|                          | Marina Vespa             | RN                       | RN                       | 993          | 11,37        |             |             |
|                          |                          |                          |                          |              |              |             |             |
| Suffrages exprimés       | Suffrages exprimés       | Suffrages exprimés       | Suffrages exprimés       | 8 733        | 96,87        | 8 675       | 95,57       |
| Votes blancs             | Votes blancs             | Votes blancs             | Votes blancs             | 168          | 1,86         | 233         | 2,57        |
| Votes nuls               | Votes nuls               | Votes nuls               | Votes nuls               | 114          | 1,26         | 169         | 1,86        |
| Total                    | Total                    | Total                    | Total                    | 9 015        | 100          | 9 077       | 100         |
| Abstention               | Abstention               | Abstention               | Abstention               | 16 800       | 65,08        | 16 742      | 64,84       |
| Inscrits / participation | Inscrits / participation | Inscrits / participation | Inscrits / participation | 25 815       | 34,92        | 25 819      | 35,16       |

### Canton de Saint-Renan
| Candidats                | Candidats                | Partis                   | Nuance                   | Premier tour | Premier tour | Second tour | Second tour |
| Candidats                | Candidats                | Partis                   | Nuance                   | Voix         | %            | Voix        | %           |
| ------------------------ | ------------------------ | ------------------------ | ------------------------ | ------------ | ------------ | ----------- | ----------- |
|                          | Marie-Christine Lainez   | LR                       | UCD                      | 4 750        | 40,05        | 6 475       | 54,92       |
|                          | Gilles Mounier           | DVD                      | UCD                      | 4 750        | 40,05        | 6 475       | 54,92       |
|                          | Annaïg Huelvan           | DVG                      | UG                       | 2 895        | 24,41        | 5 315       | 45,08       |
|                          | Bernard Quillévéré       | DVG                      | UG                       | 2 895        | 24,41        | 5 315       | 45,08       |
|                          | Franck Gicquiaud         | GE                       | UGE                      | 2 491        | 21,00        |             |             |
|                          | Armelle Jaouen           | LFI                      | UGE                      | 2 491        | 21,00        |             |             |
|                          | Jean-Marc Brenot         | RN                       | RN                       | 1 313        | 11,07        |             |             |
|                          | Christelle Bourven       | RN                       | RN                       | 1 313        | 11,07        |             |             |
|                          | Martine Donval           | ÉCO                      | DIV                      | 411          | 3,47         |             |             |
|                          | Pascal Jeanmougin        | ÉCO                      | DIV                      | 411          | 3,47         |             |             |
|                          |                          |                          |                          |              |              |             |             |
| Suffrages exprimés       | Suffrages exprimés       | Suffrages exprimés       | Suffrages exprimés       | 11 860       | 97,42        | 11 790      | 95,08       |
| Votes blancs             | Votes blancs             | Votes blancs             | Votes blancs             | 209          | 1,72         | 431         | 3,48        |
| Votes nuls               | Votes nuls               | Votes nuls               | Votes nuls               | 105          | 0,86         | 179         | 1,44        |
| Total                    | Total                    | Total                    | Total                    | 12 174       | 100          | 12 400      | 100         |
| Abstention               | Abstention               | Abstention               | Abstention               | 21 076       | 63,39        | 20 854      | 62,71       |
| Inscrits / participation | Inscrits / participation | Inscrits / participation | Inscrits / participation | 33 250       | 36,61        | 33 254      | 37,29       |